# Diócesis de Sipingjie
La diócesis de Sipingjie, de Siping o de Szepíngkai (en latín: Dioecesis Sepimchiaevensis y en chino: 天主教四平街教区) es una circunscripción eclesiástica de la Iglesia católica en China. Se trata de una diócesis latina, sufragánea de la arquidiócesis de Fengtian. Desde el 30 de diciembre de 2020 es sede vacante, aunque para el Anuario Pontificio lo es desde el 1 de diciembre de 1952. La Asociación Patriótica Católica China el 4 de julio de 1959 transfirió la parte de la diócesis de Jilin en la provincia de Heilongjiang a la nueva diócesis patriótica de Harbin (renombrada en 1983 como diócesis de Heilongjiang). Al remanente de la diócesis de Jilin en la provincia de Jilin lo fusionó con las diócesis de Yanji (la parte en la provincia de Jilin) y Sipingjie y con la parte occidental de la prefectura apostólica de Lindong, reteniendo el nombre de diócesis de Jilin, todo sin permiso de la Santa Sede.

## Territorio y organización
La diócesis extiende su jurisdicción sobre los fieles católicos de rito latino residentes en parte de la provincia de Jilin. Para la Asociación Patriótica Católica China la diócesis patriótica de Jilin comprende toda la provincia de Jilin.
La sede de la diócesis se encuentra en la ciudad de Siping o Siping Shi, en donde se halla la Catedral del Sagrado Corazón, aunque la sede de la diócesis patriótica de Jilin se halla en la ciudad de Changchun, en donde se encuentra la Catedral de Santa Teresa.

## Historia
En 1921 la República de China construyó Siping, una nueva ciudad en Changchun.
La prefectura apostólica de Szepingkai fue erigida el 2 de agosto de 1929 con el breve Ex hac sublimi del papa Pío XI, obteniendo el territorio de los vicariatos apostólicos de Shenyang (hoy arquidiócesis de Fengtian) y de Jehol (hoy diócesis de Rehe).
En 1931 el ejército japonés de Kwantung ocupó Siping y la colocó bajo la jurisdicción de Manchukuo, pero a los sacerdotes extranjeros todavía se les permitía continuar predicando y sirviendo localmente. La Santa Sede se negó a establecer relaciones diplomáticas con Manchukuo. 
El 26 de marzo de 1932 se amplió mediante el breve Vicarius apostolicus del papa Pío XI, adquiriendo una parte del territorio del vicariato apostólico de Jehol.
El 1 de junio de 1932 la prefectura apostólica fue elevada al rango de vicariato apostólico con el breve Litteris Apostolicis Nostris del papa Pío XI.
El 18 de mayo de 1937 el vicariato apostólico cedió una parte de su territorio para la erección de la prefectura apostólica de Lindong mediante la bula Quo melius del papa Pío XI.
En 1940 el vicariato apostólico de Siping tenía 16 iglesias, 14 924 creyentes y 44 sacerdotes.
Tras la invasión soviética el 15 de agosto de 1945 el emperador del Japón anunció la rendición poniendo fin a la Segunda Guerra Mundial y la República de China se apoderó de las cuatro provincias del noreste de Manchukuo, ocupando Siping en enero de 1946.
El 11 de abril de 1946 el vicariato apostólico fue elevado a diócesis (Sipingjie o Siping) con la bula Quotidie Nos del papa Pío XII.
El 13 de marzo de 1948 el Partido Comunista de China capturó la ciudad de Siping, se impuso en la guerra civil y proclamó la República Popular China el 1 de octubre de 1949. El 4 de septiembre de 1951 China comunista expulsó al nuncio apostólico Antonio Riberi y la Santa Sede continuó reconociendo a la República de China en Taiwán como el legítimo gobierno chino. Todos los misioneros extranjeros fueron expulsados de China comunista en 1952, y los sacerdotes chinos locales debieron continuar administrando los asuntos de la diócesis. El 1 de diciembre de 1952 falleció el obispo canadiense Louis Lapierre.
La Asociación Patriótica Católica China fue creada con el apoyo de la Oficina de Asuntos Religiosos de la República Popular de China en 1957, con el objetivo de controlar las actividades de los católicos en China. Su nombre público es Iglesia católica china y es referida como la "Iglesia oficial" en contraposición a la "Iglesia subterránea" o "Iglesia clandestina" leal a la Santa Sede.
La Asociación Patriótica Católica China el 4 de julio de 1959 transfirió la parte de la diócesis de Jilin en la provincia de Heilongjiang a la nueva diócesis patriótica de Harbin (renombrada en 1983 como diócesis de Heilongjiang). Al remanente de la diócesis de Jilin en la provincia de Jilin lo fusionó con las diócesis de Yanji (la parte en la provincia de Jilin) y Sipingjie y con la parte occidental de la prefectura apostólica de Lindong, reteniendo el nombre de Jilin, todo sin permiso de la Santa Sede.
En el período de 1966 a 1976 la Revolución Cultural se ensañó especialmente contra la religión, destruyéndose numerosas iglesias y cesaron todas las actividades religiosas en la diócesis. A principios de la década de 1980 la diócesis reanudó sus operaciones.
En 1982 Andrea Han Jingtao fue nombrado obispo y ordenado clandestinamente en 1986.
El 22 de septiembre de 2018 se firmó en Pekín el Acuerdo provisional entre la Santa Sede y la República Popular de China sobre el nombramiento de los obispos. El 22 de octubre de 2020 el acuerdo fue prorrogado por otros dos años y en octubre de 2022 por otros dos años más.
Debido a la situación particular de la Iglesia católica en China, la Santa Sede no nombra obispos para las diócesis chinas, que son sedes oficialmente vacantes incluso en presencia de obispos reconocidos por Roma.

## Episcopologio
- Louis Lapierre, P.M.E. † (19 de febrero de 1930-1 de diciembre de 1952 falleció)
  - Paul Tch'ang † (2 de abril de 1954-2004 falleció) (administrador apostólico)
  - Sede vacante
  - Andrew Han Jing-tao † (1982-30 de diciembre de 2020 falleció)